# Blang Kucak
Blang Kucak is een bestuurslaag in het regentschap Bener Meriah van de provincie Atjeh, Indonesië. Blang Kucak telt 434 inwoners (volkstelling 2010).